# 热舒夫睡前卡通博物馆
热舒夫睡前卡通博物馆（波蘭語：Muzeum Dobranocek w Rzeszowie）是位於波蘭热舒夫的一座博物館，於2009年3月22日開館。

## 簡介
博物館是根據市議會於2008年1月29日的決議設立的，其構想與展品由波蘭收藏家沃伊切赫・雅玛（Wojciech Jama）提供。雅玛是一位興趣廣泛的收藏家，同時也是一位博物館學家和業餘愛好者。早在70年代，他就開始收集他的收藏品，其來源來自他個人的童年紀念品。1997年起，他開始在各種圖書館、博物館和社區中心展示他的藏品，並參與了學校和文化機構的許多活動。2004年12月，雅玛設計了PRL（波蘭人民共和國）睡前卡通博物館的網站。2006年1月，在《選舉報》的一期報導中，雅玛披露了籌建實體博物館的想法，經過兩年的努力，熱舒夫市議會一致通過了博物館的創建。

## 藏品
常設展覽匯集了與波蘭和外國兒童動畫相關的各種紀念品，例如木偶、玩具、書籍、海報、集郵品、食品包裝等。

## 外部連結
- 官方網站 （页面存档备份，存于） （波兰語）（英文）